# ساسون
ساسون (بالكردية: Sason/Qabilcewz) هي مديرية في محافظة بطمان، كردستان تركيا. كانت في السابق جزءًا من سنجق سيرت، التي كانت ضمن ولاية ديار بكر حتى عام 1880 وضمن ولاية بدليس في عام 1892. لاحقًا أصبحت جزءًا من موش سنجق في ولاية بدليس، وظلت جزءًا من موش حتى عام 1927. وكانت إحدى مديريات محافظة سيرت حتى عام 1993. اختلفت حدود المنطقة بشكل كبير مع الوقت. الحدود الحالية ليست هي نفسها كما في القرن التاسع عشر، عندما كانت مديرية ساسون تقع في الشمال (معظمها تقع الآن في منطقة موش المركزية).

## التاريخ
كانت مركزا لتواجد الأرمن قبل المذابح الأرمنية ويشكل الكرد معظم سكانها حاليا.

## أعلام
- إحسان أرسلان